# Акан Серэ Корамсаулы
Ака́н Серэ́ Корамса́-улы́ (Аха́н-Сери́) (каз. Ақан Сері Қорамсаұлы) (1843—1913) — казахский поэт, композитор, акын.

## Биография
Родился в 1843 году в ауле Косколь (ныне — аул Акан-Серэ Айыртауского района Северо-Казахстанской области). Настоящее имя Акжигит, но с детства его ласкательно звали Аканом. Его зажиточный отец Корамса был из рода Аргын Караул. Арабской грамоте он научил сына у аульного муллы, а в 13 лет отправил Акана в Петропавловск учиться в медресе. Но религиозные догмы тому быстро наскучили и он вернулся домой, но сумев немного научиться в городе русскому языку.
Акан имел красивую внешность, отличался изящными манерами и сильным голосом. С юных лет он выделялся тягой к музыке и поэзии, а его постоянное участие в празднествах и состязаниях закрепило за ним приставку — серi (каз. — поэт-песенник).
Довольный сыном отец предоставил ему все атрибуты преуспевающего степняка. Он помог ему купить молодого жеребца Кулагера, ставшего позже знаменитым скакуном, щенка гончей Базар ала, молодого беркута по кличке Караторгай (за год беркут ловит ему 60 лисиц) и охотничьего ястреба по кличке Кокжендет (Сивый палач). К славе акына добавилась и слава ловкого охотника. И вскоре Акан Серэ становится известен всей степи.

## Творчество

### Обзор самых известных произведений акына

#### Желдирме
Однажды молодой Акан Серэ отправился в долгую поездку по аулам Младшего жуза. Там он встречает красавицу Актокты́ и влюбляется в неё. Но по степным законам та давно просватана за сына местного бая. Акан пытается её похитить, но неудачно. Актокты выдали за нелюбимого. В душе потрясённого Акана проснулся дар композитора, он сочиняет печальную, но светлую песню «Желдирме». Этот эпизод из жизни акына послужил основой повести «Акан серэ — Актокты» Габита Мусрепова, позже переработанной в пьесу «Трагедия поэта», которая прочно вошла в репертуар многих казахских драмтеатров. Известный композитор Сыдык Мухамеджанов создал оперу «Акан Серы — Актокты».

#### Манмангер
В 1870-х годах Акан Серэ дважды женился, но смерть унесла обеих жён. Из глубокой депрессии поэта вывел его любимый конь Кулагер, который становится широко известен в Сары-Арке, выигрывая подряд все байги. Акын посвятил ему свою знаменитую песню «Манмангер» с ласковой и нежной мелодией в ритм поступи скакуна .
Интересно что, бывший лидер Китая Цзян Цзэминь, сам по специальности — музыкант, скрипач, очень любил эту, даже немного забытую, казахскую песню. И сам великолепно пел её.

#### Сырымбет
Но певца настигает ещё одна неудачная любовь. Красавицу Жамал, в которую влюбился Акан, отец Жусуп-торе выдал замуж за другого, заплатившего большой калым. Поэт сложил тогда свою самую известную песню «Сырымбет» (так назывался его аул, а также холмистая местность вокруг). В этой грустной песне сквозит горечь разлуки и печаль утраты.

#### Кокжендет и Караторгай
Ещё две печальные песни, посвящённые погибшим любимым охотничьим птицам Акана: пропавшему ястребу Кокжендету и престарелому беркуту Караторгаю  Архивная копия от 9 марта 2012 на Wayback Machine. Но в строках песен речь идёт не только о них, но и о несбывшейся любви поэта.

#### Балхадиша и Макпал
Лирические песни, посвящённые молодым девушкам. Об их весёлой и безмятежной юности, но и предстоящей суровой жизни в замужестве без любви.

#### Кулагер
«Кулагер» — печальный рассказ о гибели его любимого коня Кулагера, которого завистники зарубили во время скачек. Он был убит по велению злого завистника бая Батыраша, понимавшего, что его рысак по кличке Серый Ястреб никогда не обойдёт известного во всей степи скакуна Кулагера. Конь известного акына во время байги шёл первым, а скакуны баев оставались далеко позади. Степной поэт оплакал гибель своего любимца в песне, которую до сих пор поют в степях. Недавно в Казахстане поставлен памятник Кулагеру.

«Кулагер, ты скакуном с рожденья был,

Отдан мне ты дядею в кормленье был.

И, когда Кипчак с Аргын справляли ас,

На байге ты всех коней быстрее был.

Кулагер, Тулпара сын, дитя орла,

Двадцать раз ты к трём годам догнал козла,

Весть о том, что ты погиб, степных сорок

Над тобой прочесть молитву привела.

Белый снег, упавший в ночь, к утру сойдёт,

Но моя, о, Кулагер, боль не пройдёт.

И пока найду коня тебе подстать,

До земли хвост у верблюда отрастёт.

Кулагер, ты в холе был в мороз и в зной,

В дни любви и тайных встреч ты был со мной.

Услыхав, что ты погиб, я зарыдал,

Пальцы сплёл в бессильном горе с сединой.

По земле, где мчался ты — следы копыт.

Славой был твой каждый шаг в пути покрыт.

Лёгкий бег и шею девичью твою

Атыгай и Караул в душе хранит». (Перевод А. Сендыка)

## Последние годы жизни
Несчастья, выпавшие на долю певца, не сломили его. Он продолжает сочинять и исполнять свои песни. Только теперь его стали волновать моральные проблемы, размышления о сути жизни, горькая судьба его народа. Он стал чаще прибегать к терме́ — излюбленной форме выражения сказителей — жыра́у. Также задумываться о своём месте в памяти народа.
Акан Серэ умер после продолжительной болезни в 1913 году в родном ауле, где и был похоронен.

«Немало ударов мне жизнь принесла,

Поймёт лишь учёный, за что она зла.

Пусть мне попадётся досужий мудрец -

он не знал что будет такой будещый дети ростут

Он имя моё сохранит и дела». (перевод А. Сендыка)

## Память
- В 1993 году к 150-летию акына на берегу озера Косколь построили новый современный аул Акан Серэ и мемориальный комплекс-памятник Акану.
- В городе Кокшетау установлен памятник Акану Серэ, воздвигнутый рядом с памятником другому певцу-поэту Биржан-Салу на площади перед дворцом «Кокшетау».
- Решением акимата города Кокшетау в 1999 году улица Пролетарская была переименована на улицу Акана Серэ.
- В 2010 году в Шортандинском районе, недалеко от столицы, открыт памятник знаменитому скакуну акына Акан Серэ — Кулагеру.
- В 2020 году Областной филармонии в городе Петропавловск Северо-Казахстанской области присвоено имя Акана Серэ.